# Charles Barclay de Tholey
Charles Joseph Michel Marie Barclay de Tholey, né le 25 septembre 1891 à Saint-Jean-de-Bassel et mort le 19 novembre 1917 à Senlis à l'âge de 26 ans, est un artiste peintre français. Il est le fils de Joseph Michel Barclay de Tholey et de Marie Fouquet de la Motte.

## Biographie

### Avant la guerre
Au début du XXe siècle, Charles Barclay de Tholey vit et travaille à Paris en tant qu'artiste. Durant ces années, il se lie d'amitié avec les peintres Oskar Szuhanek et Amedeo Modigliani. Ce dernier réalise deux portraits au crayon de Charles Barclay de Tholey conservés au Musée national d'art moderne - Centre Georges Pompidou à Paris. Il côtoie également Blaise Cendrars duquel il réalise un portrait en 1912.
Il est mentionné dans la revue Der Sturm, fondée par l'allemand Herwarth Walden, pour avoir participé au Premier Salon d'automne allemand à Berlin en 1913.

### Mobilisation lors de la Première Guerre Mondiale
Charles Barclay de Tholey s'engage volontairement dans l'armée française le 12 août 1914. Il est d'abord engagé au 1er régiment étranger au titre du 39ème régiment d'infanterie. Le 1er novembre 1914, il est nommé Caporal puis Sergent le 1er octobre 1915.
Le 18 mai 1917, il devient élève pilote dans l'armée de l'air française à l'école militaire d'aviation de Chartres de laquelle il obtient le brevet de pilote le 13 août de la même année. Il effectue ensuite un stage de spécialisation à l'école militaire d'aviation d'Avord jusqu'au 3 novembre 1917.
Durant la guerre, il continue de peindre et de dessiner. Il réalise des illustrations allégoriques pour la presse, mais aussi des portraits de ses camarades de guerre et des croquis des paysages qui l'environnent.
Il participe notamment au Salon des Armées, au Jeu de Paume de Paris. Ce salon public est organisé par le Bulletin des Armées de la République, un bulletin quotidien réservé à la zone des armées, créé sur décision du gouvernement français en août 1914. Le Salon des Armées se décrit comme "salon des artistes combattant" et expose (sur la base du volontariat) des œuvres créées au front. Il a lieu du 22 décembre 1916 au 22 février 1917.

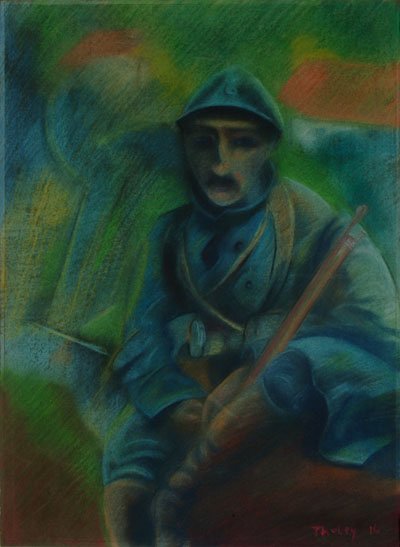
Poilu assis (1916) Œuvre exposée par Charles Tholey de Barclay au Salon des Armées.

Lors de ce salon, Barclay de Tholey expose un pastel représentant un poilu assis, réalisé en 1916, qui est alors acquis par Louise et Henri Leblanc, couple d'industriels parisiens dont la donation de la collection à l'état est à l'origine de la création de la Bibliothèque-musée de la Guerre, connu aujourd'hui comme La Contemporaine. La Contemporaine conserve vingt-quatre œuvres de Barclay de Tholey, une donation de vingt-trois œuvres de l'artiste par Madeleine Perrier en 1965 complétant leur collection.

### Mort
Il meurt pour la France le 19 novembre 1917 des suites de ses blessures à l'hôpital auxiliaire n°11 de Senlis. Son décès fait suite à un accident aérien du Groupement de Divisions d'Entraînement de Plessis-Belleville le 17 novembre 1917. Son enterrement est décrit par Gustave Beaufort dans son roman Ces choses-là ne s'oublient pas... Carnets journaliers d'un senlisien : 1er août 1914-juillet 1923.